# Abdellah Liegeon
Abdellah Medjadi Liegeon (ur. 1 grudnia 1957 w Oranie) – algierski piłkarz występujący na pozycji obrońcy. Uczestnik Mistrzostw Świata 1986.

## Kariera klubowa
Abdellah Liegeon cała piłkarską karierę spędził we Francji. Karierę zaczął w 1976 roku w klubie Besançon RC i grał w nim przez pięć lat. W latach 1981–1987 był zawodnikiem AS Monaco, z którym zdobył mistrzostwo Francji 1982. W 1987 roku przeszedł do RC Strasbourg, w którym zakończył karierę w 1989 roku.

## Kariera reprezentacyjna
Abdellah Liegeon występował w reprezentacji Algierii w latach osiemdziesiątych.
Z reprezentacją Algierii wystąpił na Mistrzostwach Świata 1986. 
Na Mundialu wystąpił w dwóch meczach grupowych z: reprezentacją Brazylii 0-1 oraz reprezentacją Irlandii Północnej 1-1.